# 喬瑟
喬瑟（羅馬化：Čavusy，羅馬化：Chausy）是白俄羅斯的城鎮，位於首府莫吉廖夫東南41公里，距離首都明斯克224公里，由莫吉廖夫州負責管轄，海拔高度135至195米，2009年人口10,692。

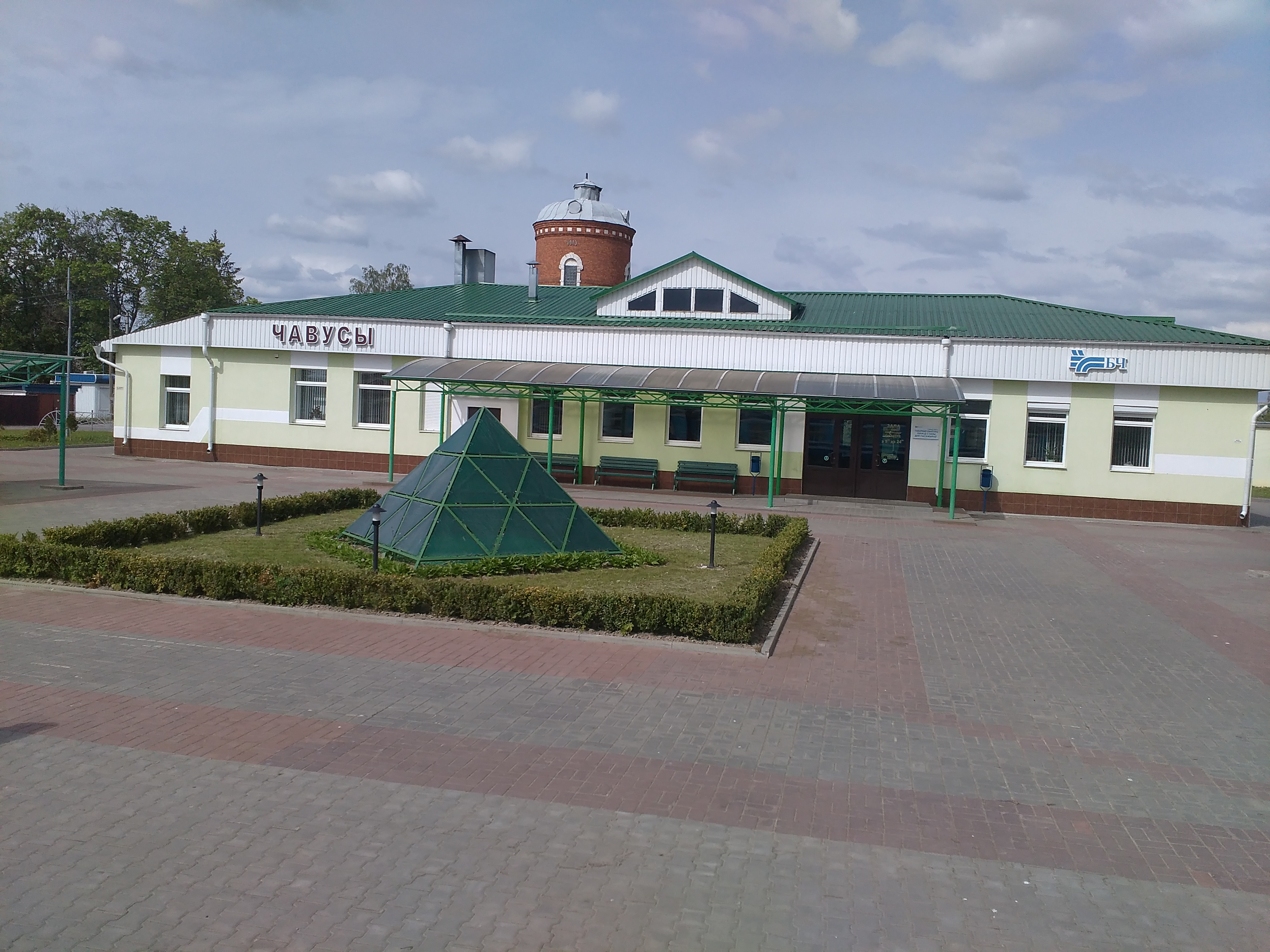
火车站

53°48′N 30°58′E / 53.800°N 30.967°E